# Literaturjahr 1966
Liste der Literaturjahre

◄◄ | 1964 | 1965 | Literaturjahr 1966 | 1970 | ► | ►►

Weitere Ereignisse

## Ereignisse
- In Wuppertal wird der Peter Hammer Verlag gegründet.
- In Düsseldorf wird der Philosophia Verlag gegründet.
- In Bergen-Enkheim wird der Anabas-Verlag gegründet.
- In Frankfurt am Main wird die Stiftung Buchkunst gegründet.
- In Stuttgart wird der Freundeskreis zur Förderung literarischer und wissenschaftlicher Übersetzungen gegründet.
- Als Fachzeitschrift für den Buchhandel wird der BuchMarkt gegründet.
- In Amsterdam wird der Rodopi Verlag gegründet, der bis 2014 selbstständig besteht.
- In Lausanne werden die Éditions L’Âge d’Homme gegründet.
- In Zürich wird die genossenschaftliche Versandbuchhandlung Buch 2000 gegründet.
- Die Buchreihe Spiritualité Orientale wird begründet.
- In Paris erscheint erstmals die französische Literaturzeitschrift La Quinzaine littéraire.
- In Salzburg erscheint erstmals die österreichische Literaturzeitschrift Literatur und Kritik; die ab 1955 erschienene Literaturzeitschrift Wort in der Zeit beendet ihr Erscheinen.
- Als „Beiträge zu Politik und Gesellschaft“ beginnen die Voltaire-Flugschriften zu erscheinen, von denen bis 1971 insgesamt 30 (nominell 33) Titel herauskommen werden.
- In Leipzig erscheint erstmals die Theaterzeitschrift Szene als „Fachzeitschrift für Laientheater und -kabarett in der DDR“, die bis 1993 erscheinen wird.
- Es erscheint erstmals die wissenschaftlich maßgebliche Koranübersetzung von Rudi Paret.
- Die ersten Bände der Twayne’s world authors series erscheinen.
- Mit dem von Rudolf Zeitler verfassten Band Die Kunst des 19. Jahrhunderts beginnt eine insgesamt 26-bändige Neuausgabe der Propyläen Kunstgeschichte.
- In 27 Bänden erscheint in Lausanne bis 1968 die Buchreihe Weltgeschichte der Malerei.
- Der Verlag Volk und Welt (DDR) begründet die Buchreihe Erkundungen, in der bis 1996 zahlreiche Sammelbände mit Erzählungen von Autoren jeweils eines Landes oder einer Region erscheinen werden.
- Der Zauberkreis Verlag begründet die Romanheft-Reihe SF Science Fiction, in der bis 1985 insgesamt 296 Nummern erscheinen werden.
- Im Kelter Verlag erscheinen zwischen August 1966 und 1969 98 Hefte der Science-Fiction-Serie Ren Dhark.
- Im Bastei-Verlag erscheinen zwischen November 1966 und August 1967 38 Hefte der Science-Fiction-Serie Rex Corda.
- Der Kindler Verlag publiziert zwischen 1966 und 1975 etwa 70 Bände in Kindlers Universitätsbibliothek.
- In dem belgischen Comic-Magazin Tintin erscheinen ab 1966 die frankobelgischen Comicserien Chevalier Ardent (dt. Roland, Ritter Ungestüm) und Bernard Prince.
- Unter dem Titel Hit Comics erscheinen im Bildschriftenverlag erstmals Marvel Comics in Deutschland.
- Die seit 1953 in Hamburg herausgegebene Jugendzeitschrift Rasselbande stellt ihr Erscheinen unter diesem Namen ein.
- Im Februar erlebt Winzige Alice von Edward Albee in Hamburg seine deutsche Erstaufführung, im Mai folgt in München Der Sandkasten desselben Autors.
- Am 18. April sendet der Hessische Rundfunk den im Folgejahr erstmals im Druck erscheinenden Vortrag Erziehung nach Auschwitz von Theodor W. Adorno.
- Am Theater Bremen werden am 27. Mai die Jagdszenen aus Niederbayern von Martin Sperr uraufgeführt.
- Am 8. Juni wird Peter Handkes Publikumsbeschimpfung unter der Regie von Claus Peymann im Theater am Turm in Frankfurt am Main uraufgeführt.
- Am 20. November wird am Broadway das Musical Cabaret uraufgeführt.
- Am 4. Dezember wird die Komische Oper Berlin nach einer umfangreichen Modernisierung mit Mozarts Don Giovanni wiedereröffnet.
- Die britische Society of Authors vergibt erstmals den Cholmondeley Award für Lyrik.
- Die Schwedische Akademie vergibt erstmals den Finnland-Preis der Schwedischen Akademie.
- In den USA erscheint letztmals The Negro Motorist Green Book.
- Durch Erlass der Kongregation für die Glaubenslehre wird am 14. Juni 1966 der seit 1559 geführte und 500 Seiten starke Index Librorum Prohibitorum (Index der verbotenen Bücher) zum 29. März 1967 außer Kraft gesetzt.

### Literaturverfilmungen (Auswahl)
- Das Drama A man for all seasons von Robert Bolt wird unter demselben Titel von Fred Zinnemann verfilmt.
- Das Drama Who’s Afraid of Virginia Woolf? von Edward Albee wird unter demselben Titel von Mike Nichols verfilmt.
- Die Komödie Alfie von Bill Naughton wird unter demselben Titel (dt. als Der Verführer läßt schön grüßen) von Lewis Gilbert verfilmt.
- Der Roman Fahrenheit 451 von Ray Bradbury wird unter demselben Titel von François Truffaut verfilmt.
- Der Roman An American Dream von Norman Mailer wird unter demselben Titel von Robert Gist verfilmt.
- Der Roman The Sand Pebbles von Richard McKenna wird unter demselben Titel von Robert Wise verfilmt.
- Der Roman Seconds von David Ely wird unter demselben Titel (dt. als Der Mann, der zweimal lebte) von John Frankenheimer verfilmt.
- Der historische Roman Paris brûle-t-il ? von Dominique Lapierre und Larry Collins wird unter demselben Titel von René Clément verfilmt.
- Der Roman La Curée von Émile Zola, der 2. Teil seines Zyklus Les Rougon-Macquart, wird unter demselben Titel von Roger Vadim verfilmt.
- Der historische Roman Krieg und Frieden von Lew Tolstoi wird unter demselben Titel von Sergei Bondartschuk in vier Teilen verfilmt, von denen die ersten beiden im März bzw. Juli 1966 uraufgeführt werden.
- Der Roman Die Verwirrungen des Zöglings Törleß von Robert Musil wird unter dem Titel Der junge Törless von Volker Schlöndorff verfilmt.
- Der Roman Die Schatzinsel von Robert Louis Stevenson wird unter demselben Titel von Wolfgang Liebeneiner als Fernseh-Miniserie verfilmt.
- Die Erzählung Der kleine Prinz von Antoine de Saint-Exupéry wird unter demselben Titel von Konrad Wolf für das Fernsehen verfilmt.
- Der Roman Grieche sucht Griechin von Friedrich Dürrenmatt wird unter demselben Titel von Rolf Thiele verfilmt.
- Lose basierend auf zwei Erzählungen von Guy de Maupassant entsteht Masculin – Feminin oder: Die Kinder von Marx und Coca-Cola von Jean-Luc Godard.
- Nach einem Drehbuch des spanischen Schriftstellers Jorge Semprún erscheint Der Krieg ist vorbei von Alain Resnais.
- Nach einem Drehbuch des irisch-kanadischen Schriftstellers Brian Moore entsteht Der zerrissene Vorhang von Alfred Hitchcock.
- Die Kurzgeschichte La Noire de… von Ousmane Sembène wird vom Autor selbst unter demselben Titel verfilmt.
- Die Kurzgeschichte Patriotismus von Yukio Mishima wird vom Autor selbst unter demselben Titel verfilmt.
- Nach eigenem Drehbuch entsteht Der Brief von Vlado Kristl.
- Im Mai erscheint der nach eigenem Drehbuch entstandene Film Große Vögel, kleine Vögel von Pier Paolo Pasolini.
- Im September erscheint der nach eigener Textvorlage und eigenem Drehbuch entstandene Film Abschied von gestern von Alexander Kluge.

## Neuerscheinungen
Belletristik
- Als wär’s ein Stück von mir – Carl Zuckmayer (Autobiografie)
- American Negro Short Stories (Anthologie)
- Behold the Man – Michael Moorcock (Magazin-OA)
- Die blauen Blumen – Raymond Queneau (übers. v. Eugen Helmlé)
- Bony und der Bumerang – Arthur W. Upfield
- Die Brille – Edgar Allan Poe (neu übers. v. Hans Wollschläger)
- La casa verde – Mario Vargas Llosa
- Chinmoku – Endō Shūsaku
- Das Chronoskop – Isaac Asimov
- Coco, der neugierige Affe – Margret Rey (Text) und H. A. Rey (Illustrationen; Kinderbuch)
- The Crying of Lot 49 – Thomas Pynchon
- The Crystal World – J. G. Ballard
- Deaf, Dumb, and Blind – H. P. Lovecraft (1. Buchausgabe)
- Der Derwisch und der Tod (OA) – Mehmed Meša Selimović
- Drachen hat nicht jeder – Cecil Scott Forester (dt.)
- Ende einer Dienstfahrt – Heinrich Böll
- Die Erkundung der Galaxis (russ.) – Sergei Snegow (Space Opera)
- Der Fall Franza – Ingeborg Bachmann (entstanden 1966)
- Ferngespräche – Marie Luise Kaschnitz
- The Fixer – Bernard Malamud (OA)
- Der Fluß der Zauberer – Ladislav M. Pařízek (dt.)
- Gehe hin und verkünde es vom Berge – James Baldwin
- Geschichten aus dem Mumintal – Tove Jansson
- Gestern war es schön – Roald Dahl (dt.)
- Die goldene Korifena – Juri Iwanow (OA)
- Hamlet oder Die lange Nacht nimmt ein Ende – Alfred Döblin (Neuedition)
- Hell’s Angels – Hunter S. Thompson (OA)
- Ein herrlicher Tag für Bananen-Fisch – J. D. Salinger
- Himmel, der nirgendwo endet – Marlen Haushofer
- Holy Quarrel – Philip K. Dick
- Die Hornissen – Peter Handke
- Kaltblütig – Truman Capote
- Der Kampf um die Insel – Arthur Ransome (Kinderbuch, neu übers.)
- Karibische Affäre – Agatha Christie (dt.)
- Das kleine Gespenst – Otfried Preußler (Kinderbuch)
- Konvent der Weltraumforscher – Isaac Asimov
- Krokodil Gena und seine Freunde – Eduard Uspenski (Kinderbuch; OA)
- Liebesnächte in der Taiga – Heinz G. Konsalik
- The Magic Finger – Roald Dahl (Kinderbuch; OA)
- Maigret und der geheimnisvolle Kapitän & Maigret und das Verbrechen an Bord & Maigret verteidigt sich & Maigret unter den Anarchisten & Maigret tappt im Dunkeln – Georges Simenon
- Main Line Engines – Wilbert Vere Awdry (Kinderbuch)
- Der Mann, der Glück brachte – Jürg Federspiel
- Mannen som gick upp i rök – Maj Sjöwall & Per Wahlöö
- Der Meister und Margarita – Michail Bulgakow (Erstdruck als Zeitschriften-Fortsetzungsroman)
- Ein Mord erster Klasse – John le Carré
- Nach der Stunde Null – Alfred Coppel
- Nacht über der Prärie – Liselotte Welskopf-Henrich (Indianerroman; Bd. 1 einer Pentalogie)
- Neun Erzählungen – J. D. Salinger (dt.)
- Noy bor i Thailand – Astrid Lindgren
- Octopussy and The Living Daylights – Ian Fleming (postum)
- Onkel Wackelpeter in Connecticut – J. D. Salinger
- Planet of Exile – Ursula K. Le Guin
- Der Platz für das Denkmal – Daniil Granin (SF-Erzählung; Zeitschriften-Erstdruck)
- Rocannon’s World – Ursula K. Le Guin
- The Secret of Skeleton Island – Robert Arthur (Bd. 6 der Reihe Alfred Hitchcock and The Three Investigators)
- Señas de identidad – Juan Goytisolo
- Der Spion, der mich liebte – Ian Fleming
- Die Stadt und die Hunde – Mario Vargas Llosa
- Das Sternbild des Ziegentur – Fasil Iskander (erstmals, in Nowy Mir)
- Der Sternenmacher – Olaf Stapledon
- Die Stimmen der heroischen Toten – Yukio Mishima
- Der stumme Prophet – Joseph Roth (postum)
- Die Stunde der Komödianten – Graham Greene
- Das Tagebuch der Maria Rolnikaite – Mascha Rolnikaitė (Autobiografie)
- Das Tal der Puppen – Jacqueline Susann
- Der Taubenturm – Stefan Andres
- Third Girl – Agatha Christie
- Tod im Hochsommer – Yukio Mishima (OA, erweit. Fassung)
- Trommler beim Zaren – Arno Schmidt
- Das Ultimatum von den Sternen – Robert A. Heinlein
- Unfall auf Kreta – Patricia Highsmith
- Unten beim Boot – J. D. Salinger
- Unter dem Stern des Bösen – Gabriel García Márquez
- Ein unwiderstehlicher Mann – Gabriele Wohmann (1. Buchausgabe)
- Viktor Halbnarr – Thomas Bernhard
- We Can Remember It for You Wholesale – Philip K. Dick
- Wide Sargasso Sea – Jean Rhys
- Widerschein des Feuers – Juri Trifonow (1. Buchausgabe)
- Wiedersehen in Venedig – Gabriele Wohmann
- Die Wirtin – Roald Dahl (dt.)
- The Witch’s Daughter – Nina Bawden
- Zeit der Nordwanderung – At-Tayyib Salih (OA)
- Zwei Vögel beim Schwimmen – Flann O’Brien

Drama
- Kommen und Gehen – Samuel Beckett
- Der Meteor – Friedrich Dürrenmatt
- Operette – Witold Gombrowicz
- Die Plebejer proben den Aufstand – Günter Grass
- Publikumsbeschimpfung – Peter Handke (auch UA am 8. Juni 1966)
- Der Richter von London – Tankred Dorst (UA 1966)
- Winnetou II – Ribanna und Old Firehand – Wulf Leisner (Freilichtspiel nach Karl May)
- Das Wort – Arthur Schnitzler (Fragment)
- Zwei Verlorene in einer schmutzigen Nacht – Plínio Marcos

Lyrik
- Blonde on Blonde – Bob Dylan (Album)
- Laut und Luise – Ernst Jandl (Gedichte); darin enthalten sind u. a.:
  - wien: heldenplatz; schtzngrmm; falamaleikum; lichtung; auf dem land
- vater komm erzähl vom krieg – Ernst Jandl (Gedicht; entstanden 1966)

Essay und Sachbuch
- I Benandanti – Carlo Ginzburg
- Geschichte der Stadt Braunschweig im Nachmittelalter – Werner Spieß
- Der göttliche Funke – Arthur Koestler
- Jenseits von Schuld und Sühne – Jean Améry (Essays)
- LTI – Notizbuch eines Philologen – Victor Klemperer (1. westdeutsche Ausgabe)
- Les mots et les choses – Michel Foucault (Philosophie)
- Negative Dialektik – Theodor W. Adorno (Philosophie)
- Repressive Toleranz – Herbert Marcuse (Essay)
- The Social Construction of Reality – Peter L. Berger und Thomas Luckmann
- Spacetime Physics – Edwin F. Taylor und John Archibald Wheeler

Weiteres
- 7 O’Clock News/Silent Night – Simon & Garfunkel (Lied)
- Anthologie de l’humour noir („die endgültige Ausgabe“) – Auswahl und Hrsg.: André Breton
- Die Bassariden – Musik: Hans Werner Henze; Libretto: W. H. Auden und Chester Kallman („Literaturoper“)
- Erdkunde – Martin Walser (Hörspiel)
- Puntila – Musik: Paul Dessau; Libretto: Peter Palitzsch und Manfred Wekwerth (Oper nach Brecht)
- Schornstein Nr. 4 – Marguerite Duras (Drehbuch)
- Die Wahrheit über Arnold Hau – F. W. Bernstein, Robert Gernhardt und F. K. Waechter
- Zürich – Transit – Max Frisch (Filmskript)

## Geboren

### Januar
- 01. Januar: Su Turhan, deutscher Filmregisseur und Schriftsteller
- 01. Januar: Soner Yalçın, türkischer Journalist und Autor
- 03. Januar: Robert Misik, österreichischer Journalist und politischer Schriftsteller
- 04. Januar: Faysal Dağlı, kurdisch-türkischer Journalist und Schriftsteller
- 04. Januar: Thomas Stangl, österreichischer Schriftsteller
- 06. Januar: Johannes Jansen, deutscher Dichter und Schriftsteller
- 07. Januar: Lisa Ortgies, deutsche Autorin
- 13. Januar: Maria de la Pau Janer, spanische Schriftstellerin
- 13. Januar: Wolfgang Lutz, deutscher Psychologe und Essayist
- 14. Januar: Christian Scheuß, deutscher Autor und Journalist
- 15. Januar: Christian Klinger, österreichischer Krimi-Schriftsteller und Musiker
- 16. Januar: Manel Gibert Vallès, andorranischer Lyriker
- 16. Januar: Alek Popow, bulgarischer Schriftsteller († 2024)
- 16. Januar: Dana Spiotta, US-amerikanische Schriftstellerin
- 17. Januar: Susanna Kearsley, kanadische Autorin
- 19. Januar: Guy Delisle, kanadischer Comicautor und -zeichner
- 22. Januar: Rainer Stolz, deutscher Dichter und Schriftsteller
- 24. Januar: Renate Meinhof, deutsche Journalistin und Buchautorin
- 25. Januar: Frank Faber, deutscher Krimi-Schriftsteller († 2013)
- 25. Januar: Simon Kernick, britischer Krimi-Autor
- 27. Januar: Alvydas Šlepikas, litauischer Schauspieler und Schriftsteller
- 28. Januar: Stephan Alfare, österreichischer Dichter und Schriftsteller
- 28. Januar: Mark Lawrence, britischer Schriftsteller
- 28. Januar: Maik Lippert, deutscher Dichter und Schriftsteller
- 28. Januar: Christin-Désirée Rudolph, deutsche Autorin, v. a. zu Militärthemen
- 29. Januar: Serap Çileli, deutsche Publizistin und Autorin

### Februar
- 01. Februar: Sabine Klewe, deutsche Schriftstellerin
- 07. Februar: Dato Barbakadse, georgischer Schriftsteller, Dichter, Essayist und Übersetzer
- 08. Februar: Ra Heeduk, südkoreanische Lyrikerin, Schriftstellerin und Essayistin
- 09. Februar: Christoph Maria Herbst, deutscher Schauspieler, Sprecher und Autor
- 10. Februar: Bettina Grabis, deutsche Kinderbuchautorin
- 11. Februar: Kaarina Hazard, finnische Schauspielerin und Autorin
- 11. Februar: Signe Ibbeken, deutsche Schriftstellerin und Schauspielerin
- 14. Februar: Jochen Schölch, deutscher Theaterregisseur, -gründer und -intendant
- 15. Februar: Ulrich C. Baer, deutsch-amerikanischer Literaturwissenschaftler und Publizist
- 15. Februar: Andreas Platthaus, deutscher Journalist, Schriftsteller und Herausgeber
- 15. Februar: Jakob Strobel y Serra, deutscher Journalist und Buchautor
- 16. Februar: Martin Perscheid, deutscher Cartoonist († 2021)
- 17. Februar: Jörg Bong, deutscher Verlagsleiter, Autor, Literaturwissenschaftler, …
- 18. Februar: Markus Vahlefeld, deutschsprachiger Autor
- 19. Februar: Gintaras Grajauskas, litauischer Schriftsteller und Musiker
- 19. Februar: Jan Kuhlbrodt, deutscher Dichter und Schriftsteller
- 21. Februar: Katrin Askan, deutsche Schriftstellerin
- 21. Februar: Christian Schertz, deutscher Medienrechtler und Autor
- 24. Februar: David Diop, franko-senegalesischer Schriftsteller und Literaturwissenschaftler
- 24. Februar: Alain Mabanckou, kongolesisch-französischer Dichter und Schriftsteller
- 27. Februar: Afshin Ellian, iranisch-niederländischer Rechtsphilosoph, Dichter und Essayist
- 27. Februar: Barbara Goldstein, deutsche Schriftstellerin († 2014)
- 28. Februar: Andree Hesse, deutscher Schriftsteller und Übersetzer
- 28. Februar: Philip Reeve, britischer Schriftsteller

### März
- 01. März: Delphine de Vigan, französische Schriftstellerin
- 02. März: Alexandra Coelho Ahndoril, schwedische Schriftstellerin und Literaturkritikerin
- 02. März: Ann Leckie, US-amerikanische Science-Fiction und Fantasy-Schriftstellerin
- 03. März: Kai Wiedenhöfer, deutscher Fotojournalist und Buchautor († 2024)
- 04. März: Manuel Herder, deutscher Verleger und Japanologe
- 05. März: Mark Z. Danielewski, US-amerikanischer Schriftsteller
- 05. März: Patrick French, britischer Historiker, Literaturwissenschaftler und Biograf († 2023)
- 08. März: Steffi von Wolff, deutsche Autorin
- 13. März: Alastair Reynolds, britischer Science-Fiction-Autor
- 14. März: Robert Bingham, US-amerikanischer Schriftsteller († 1999)
- 15. März: Xosé Manoel Núñez Seixas, spanischer Historiker
- 16. März: Emmanuelle Bayamack-Tam, französische Schriftstellerin
- 16. März: Daniela Hacke, deutsche Historikerin
- 16. März: David Liss, US-amerikanischer Schriftsteller
- 16. März: Dirk von Petersdorff, deutscher Literaturwissenschaftler und Schriftsteller
- 17. März: David Albert Jones, britischer Bioethiker
- 18. März: Álvaro Vargas Llosa, peruanischer Schriftsteller und Publizist
- 20. März: Christoph Schwennicke, deutscher Journalist und Buchautor
- 22. März: Iven Fritsche, deutscher Dichter und Verfasser von Texten
- 23. März: Ryszard Koziołek, polnischer Literaturwissenschaftler und -historiker
- 25. März: Guillaume Sorel, französischer Comicautor, -zeichner und Illustrator
- 26. März: Jonathan C. Friedman, US-amerikanischer Historiker und Autor
- 27. März: Bettina Balàka, österreichische Schriftstellerin, Dichterin und Dramatikerin
- 27. März: Jakob Wegelius, schwedischer Kinderbuchautor und -illustrator
- 29. März: Eric Walz (auch als Eric Berg), deutscher Schriftsteller
- 30. März: Nicola Barker, britische Schriftstellerin

### April
- 01. April: Mesut Hastürk, türkisch-deutscher Lyriker und Schriftsteller
- 01. April: Oliver G. Wachlin, deutscher Schriftsteller († 2017)
- 02. April: Gerhard Jäger, österreichischer Journalist und Schriftsteller († 2018)
- 04. April: Wolfram Burckhardt, deutscher Verleger
- 04. April: Katharina Gericke, deutsche Dramatikerin
- 06. April: Vince Flynn, US-amerikanischer Autor von Politthrillern († 2013)
- 10. April: Tamaki Daidō, japanische Schriftstellerin
- 10. April: Dick Harrison, schwedischer Historiker und Schriftsteller
- 15. April: Cressida Cowell, britische Kinderbuchautorin
- 15. April: Jouni Inkala, finnischer Dichter; auch Essayist, Dramatiker, Übersetzer
- 16. April: Matthias Penzel, deutscher Schriftsteller und Journalist
- 17. April: Catherine Dufour, französische Schriftstellerin
- 20. April: David Chalmers, australischer Philosoph
- 21. April: Maike Dörries, deutsche literarische Übersetzerin
- 22. April: Helene Cooper, US-amerikanische Autorin
- 23. April: Michael Kirchschlager, deutscher Historiker, Schriftsteller und Verleger
- 26. April: Natasha Trethewey, US-amerikanische Dichterin
- 27. April: Oliver Maria Schmitt, deutscher Schriftsteller
- 27. April: Jochen Strobel, deutscher Literaturwissenschaftler und Herausgeber
- 28. April: Amir Shaheen, deutscher Dichter und Schriftsteller
- 29. April: Mischa Bach, deutsche Schriftstellerin
- 30. April: Ivo de Figueiredo, norwegischer Historiker, Biograf und Essayist

### Mai
- 01. Mai: Oliver Driesen, deutscher Journalist und Schriftsteller
- 01. Mai: John Niven, britischer Autor
- 02. Mai: Øyvind Rimbereid, norwegischer Dichter, Schriftsteller und Essayist
- 02. Mai: Cristina Siccardi, italienische Schriftstellerin (Biografin) und Journalistin
- 03. Mai: Agnès Desarthe, französische Schriftstellerin
- 06. Mai: Wolfram Ette, deutscher Literaturwissenschaftler und Publizist
- 08. Mai: Miriam Pharo, deutschsprachige Autorin
- 10. Mai: Dawit Turaschwili, georgischer Schriftsteller und Dramatiker
- 11. Mai: Thomas Oberender, deutscher Schriftsteller und Dramatiker
- 12. Mai: Christian Berg, deutscher Kinderbuchautor und Kindermusicaltexter († 2022)
- 12. Mai: Mart Velsker, estnischer Literaturwissenschaftler und -kritiker
- 15. Mai: Hanno Millesi, österreichischer Künstler und Schriftsteller
- 18. Mai: Gerd Frey, deutscher (Science-Fiction-)Schriftsteller
- 18. Mai: Christiane Fux, deutsche (Krimi-)Schriftstellerin und Journalistin
- 19. Mai: Sharon Marcus, US-amerikanische Komparatistin, Anglistin und Autorin
- 20. Mai: Nina Jäckle, deutsche Schriftstellerin
- 21. Mai: Serafina Cuomo, italienische Wissenschaftshistorikerin
- 21. Mai: Thomas Morris, österreichischer Schauspieler und Autor
- 23. Mai: Armin Strohmeyr, deutscher Lyriker, Biograf und Herausgeber
- 24. Mai: Thomas Sigmund, deutscher Journalist und Sachbuchautor
- 27. Mai: Olaf Irlenkäuser, deutscher Lektor, Publizist und Herausgeber
- 28. Mai: Miljenko Jergović, kroatisch schreibender bosnischer Schriftsteller, Dichter und Essayist
- 28. Mai: Markus Kastenholz, deutscher Schriftsteller
- 31. Mai: Frank Goosen, deutscher Kabarettist und Schriftsteller
- 00. Mai: Michel Mettler, Schweizer Schriftsteller

### Juni
- 01. Juni: Sheri Holman, US-amerikanische Schriftstellerin
- 01. Juni: Pablo Ramos, argentinischer Dichter, Schriftsteller und Verleger
- 02. Juni: Eckhart Nickel, deutscher Schriftsteller und Journalist
- 02. Juni: Robert Schoen, deutscher Hörspielregisseur und -autor
- 03. Juni: Kate Forsyth, australische Schriftstellerin und Dichterin
- 06. Juni: Agata Bielik-Robson, polnische Philosophin und Autorin
- 07. Juni: Roy Kummer, deutscher Schriftsteller und Journalist
- 07. Juni: Eva Lirot, deutsche Krimi-Schriftstellerin
- 07. Juni: Mark Ravenhill, britischer Dramatiker
- 07. Juni: Lorenzo Silva, spanischer Schriftsteller
- 08. Juni: Fabjan Hafner, slowenisch-österreichischer Literaturwissenschaftler, Lyriker und Übersetzer († 2016)
- 09. Juni: Marco Kunst, niederländischer Schriftsteller
- 15. Juni: Jörg Menke-Peitzmeyer, deutscher Dramatiker
- 16. Juni: Julija Latynina, russische Schriftstellerin und Journalistin
- 16. Juni: Siva Vaidhyanathan, US-amerikanischer Medienwissenschaftler und Essayist
- 18. Juni: Torsten Eßer, deutscher Autor und Journalist
- 18. Juni: Stephan Klasen, deutscher Entwicklungsökonom und Autor († 2020)
- 22. Juni: Christine Finke, deutsche (Kinderbuch-)Autorin
- 23. Juni: Tessa Korber, deutsche Schriftstellerin
- 23. Juni: Milen Ruskow, bulgarischer Schriftsteller und Übersetzer
- 25. Juni: Laslo Blašković, serbischer Dichter, Schriftsteller, Essayist und Direktor der Serbischen Nationalbibliothek
- 26. Juni: Annette M. Böckler, deutsche Autorin und Übersetzerin religiöser Texte
- 27. Juni: Katy Couprie, französische Autorin (?) und Illustratorin
- 28. Juni: Åsa Larsson, schwedische (Krimi-)Schriftstellerin
- 29. Juni: Günther Mayr, österreichischer Journalist und Buchautor

### Juli
- 02. Juli: Vladimir Vertlib, österreichischer Schriftsteller
- 04. Juli: Christof Hamann, deutscher Germanist, Schriftsteller und Herausgeber
- 06. Juli: Cezary Łazarewicz, polnischer Journalist und Essayist
- 07. Juli: Thomas Binotto, Schweizer Publizist und Buchautor
- 09. Juli: Rita Bertolini, österreichische Autorin und Verlegerin († 2017)
- 09. Juli: Andreas Leben, österreichischer Literaturwissenschaftler und Übersetzer slowenischer Literatur
- 09. Juli: Uwe Lindemann, deutscher Komparatist, Essayist und Herausgeber
- 09. Juli: Amélie Nothomb, belgische Schriftstellerin (nach anderen Angaben * 1967)
- 10. Juli: Andrea Weibel, Schweizer Schriftstellerin und Lektorin
- 11. Juli: Nadeem Aslam, pakistanisch-britischer Schriftsteller
- 11. Juli: Kentarō Miura, japanischer Mangaka († 2021)
- 11. Juli: Taavi Soininvaara, finnischer Krimi-Autor
- 11. Juli: Paul Sussman, britischer Journalist und Schriftsteller († 2012)
- 14. Juli: Brian Selznick, US-amerikanischer Kinder- und Jugendbuchautor und -illustrator
- 15. Juli: Mario Avagliano, italienischer Autor
- 15. Juli: Élisa Brune, belgische Wissenschaftsjournalistin und Schriftstellerin († 2018)
- 15. Juli: Rolf Dobelli, Schweizer Schriftsteller, Sachbuchautor, Essayist und Kolumnist
- 18. Juli: Kirsten John, deutsche Schriftstellerin († 2020)
- 19. Juli: Tom Buk-Swienty, dänischer Historiker und Schriftsteller
- 21. Juli: Edwin Ernesto Ayala, salvadorianischer Schriftsteller
- 21. Juli: Helmut Stalder, Schweizer Journalist, Autor und Verleger
- 21. Juli: Sarah Waters, britische Schriftstellerin
- 27. Juli: Darek Foks, polnischer Dichter, Prosaschriftsteller und Literaturkritiker
- 31. Juli: Mudlum, estnische Schriftstellerin und Literaturkritikerin

### August
- 01. August: Nils Röller, deutscher Kulturtheoretiker und Autor
- 01. August: Jens Söring, deutscher Autor
- 02. August: Ángel Santiesteban Prats, kubanischer Schriftsteller
- 03. August: Guillaume Nicloux, französischer Regisseur und Schriftsteller
- 04. August: Fred Khumalo, südafrikanischer Journalist und Schriftsteller
- 07. August: Olga Krjutschkowa, russische Autorin historischer Romane
- 07. August: Robert Seethaler, österreichischer Schriftsteller, Drehbuchautor und Schauspieler
- 08. August: Bachtyar Ali, kurdisch-irakischer Schriftsteller
- 09. August: Linn Ullmann, norwegische Schriftstellerin
- 09. August: Sascha Weber, deutscher Journalist und Schriftsteller
- 10. August: Laurent Gounelle, französischer Schriftsteller
- 11. August: Juan Bonilla, spanischer Dichter, Schriftsteller, Essayist und Übersetzer
- 11. August: Ludwig Müller, österreichischer Kabarettist und Autor
- 12. August: Arno Orzessek, deutscher Journalist und Schriftsteller
- 13. August: Jens Bisky, deutscher Journalist und Schriftsteller
- 14. August: Sibylle Hamann, österreichische Journalistin und Buchautorin
- 14. August: Georg Timber-Trattnig, österreichischer Autor († 2000)
- 15. August: Jeong Yu-jeong, südkoreanische Schriftstellerin
- 19. August: Armin Wolf, österreichischer Journalist, Fernsehmoderator und Buchautor
- 20. August: Nick Reimer, deutscher Journalist und Buchautor
- 21. August: Denise Mina, britische Schriftstellerin und Dramatikerin
- 22. August: Alexander Gorkow, deutscher Journalist und Schriftsteller
- 23. August: Keith Brooke, britischer Science-Fiction- und Jugendbuch-Autor
- 25. August: Sandra Maischberger, deutsche Moderatorin und Autorin
- 27. August: Jill Lepore, US-amerikanische Historikerin, Essayistin und Schriftstellerin
- 27. August: Martin Molitor, deutscher Schauspieler, Theaterautor und Übersetzer
- 28. August: Matthias Matting (als Science-Fiction-Autor: Brandon Q. Morris), deutscher Journalist und Buchautor
- 29. August: Kerstin Thimm, deutsche Schriftstellerin
- 30. August: ʿAlī al-Muqrī, jemenitischer Journalist und Schriftsteller

### September
- 01. September: Aysun Ertan, türkisch und deutsch schreibende Lyrikerin und Schriftstellerin
- 02. September: Pep Blay, katalanischer Journalist und Schriftsteller
- 04. September: Marek Krajewski, polnischer Altphilologe und Krimi-Autor
- 04. September: Torsten Sträter, deutscher Schriftsteller und Kabarettist
- 05. September: Mariusz Szczygieł, polnischer Journalist und Schriftsteller
- 08. September: Perikles Monioudis, Schweizer Schriftsteller, Journalist und Verleger
- 09. September: Nathalie Azoulai, französische Schriftstellerin
- 10. September: Jürgen-Thomas Ernst, österreichischer Schriftsteller und Dramatiker
- 10. September: Fabrice Roger-Lacan, französischer Dramatiker
- 11. September: Stefan Roduner, Schweizer Autor von Kriminalromanen
- 12. September: Cathy Kelly, irische Schriftstellerin
- 12. September: Stanislas Nordey, französischer Theaterregisseur und -intendant
- 14. September: Thomas Kastura, deutscher Schriftsteller
- 15. September: Hakan Taş, deutscher Autor und Politiker
- 16. September: Wil McCarthy, US-amerikanischer Science-Fiction-Autor
- 16. September: Elizabeth McCracken, US-amerikanische Schriftstellerin
- 17. September: Aldo Cazzullo, italienischer Journalist und Schriftsteller
- 18. September: Annica Wennström, schwedisch-samische Schriftstellerin
- 20. September: Lee Hall, britischer Dramatiker, Hörspiel- und Drehbuchautor
- 20. September: Arne Roß, deutscher Schriftsteller
- 22. September: Ruth Jones, britische Schauspielerin und Autorin
- 22. September: Günter Neuwirth, österreichischer Schriftsteller
- 23. September: Thomas Meurer, deutscher Religionspädagoge und Autor († 2010)
- 25. September: Niccolò Ammaniti, italienischer Schriftsteller
- 25. September: Rakel Helmsdal, färöische Schriftstellerin und Marionettentheaterbetreiberin
- 25. September: Martin Selle, österreichischer Schriftsteller
- 26. September: Kirstin Breitenfellner, österreichisch-deutsche Schriftstellerin
- 26. September: Scott Heim, US-amerikanischer Schriftsteller
- 26. September: Helmuth Vavra, österreichischer Kabarettist und Autor von Kabarettprogrammen († 2022)
- 28. September: Lone Frank, dänische Wissenschaftsjournalistin und Sachbuchautorin
- 29. September: Nicolas de Crécy, französischer Comicautor und -zeichner
- 29. September: Christine Wunnicke, deutsche Schriftstellerin und Übersetzerin

### Oktober
- 02. Oktober: Robert Reid, US-amerikanischer Autor
- 02. Oktober: Christiane zu Salm, deutsche Managerin, Autorin und Verlegerin
- 03. Oktober: Sandra Hughes, Schweizer Schriftstellerin
- 03. Oktober: Saskia Hula, österreichische Kinderbuchautorin
- 03. Oktober: Elizabeth Oehlkers Wright, US-amerikanische Übersetzerin
- 06. Oktober: Melania Mazzucco, italienische Schriftstellerin
- 07. Oktober: Sherman Alexie, indianisch-amerikanischer Dichter und Schriftsteller
- 08. Oktober: Kerstin Gier, deutsche Schriftstellerin
- 09. Oktober: Inge Kralupper, österreichische Buchhandelsmanagerin († 2016)
- 10. Oktober: Sylk Schneider, deutscher Autor und Kurator
- 10. Oktober: Menno Wigman, niederländischer Dichter und Übersetzer († 2018)
- 11. Oktober: Christoph Peters, deutscher Schriftsteller
- 11. Oktober: Michael Rohrschneider, deutscher Historiker und Autor
- 12. Oktober: Nene Adams, US-amerikanische Schriftstellerin († 2015)
- 12. Oktober: Brian Kennedy, nordirischer Singer-Songwriter und Schriftsteller
- 14. Oktober: Thomas Klees, deutscher Schauspieler und Autor
- 15. Oktober: Liz Kessler, britische Schriftstellerin und Journalistin
- 15. Oktober: Li Er, chinesischer Schriftsteller
- 15. Oktober: Thomas M. Müller, deutscher Grafiker und Buchillustrator
- 15. Oktober: Perumal Murugan, indischer Schriftsteller
- 18. Oktober: Heidi Rehn, deutsche Journalistin und Schriftstellerin
- 19. Oktober: Adnan G. Köse, deutscher Theaterautor
- 19. Oktober: Dimitris Lyacos, griechischer Dichter und Dramatiker
- 19. Oktober: David Vann, US-amerikanischer Schriftsteller
- 20. Oktober: John von Düffel, deutscher Schriftsteller und Dramatiker
- 21. Oktober: Peter van Dongen, niederländischer Comic-Autor und Illustrator
- 24. Oktober: Christine Langer, deutsche Dichterin, Schriftstellerin und Literaturkritikerin
- 27. Oktober: Steve Almond, US-amerikanischer Erzähler und Essayist
- 27. Oktober: Sabine Baumann, deutsche Verlagslektorin und Übersetzerin
- 29. Oktober: Peep Ehasalu, estnischer Schriftsteller
- 29. Oktober: Kersten Flenter, deutscher Schriftsteller
- 30. Oktober: Salih Jamal, deutschsprachiger Schriftsteller
- 31. Oktober: Gergely Péterfy, ungarischer Schriftsteller
- 31. Oktober: Nick Stone, britischer Thrillerautor

### November
- 01. November: Sören Sieg, deutscher Schriftsteller und Komponist
- 02. November: Daniela Drescher, deutsche Kinderbuchillustratorin und Autorin
- 03. November: Paolo Valente, italienischer (Südtiroler) Journalist und Schriftsteller
- 04. November: Claudia Cornelsen, deutsche Autorin
- 05. November: Pascal Beucker, deutscher Journalist und Buchautor
- 05. November: Christian Weis, deutscher Schriftsteller, hauptsächlich von Science Fiction und Phantastik († 2017)
- 06. November: Juan Tomás Ávila Laurel, äquatorialguineischer Schriftsteller und Dichter
- 10. November: Aka Mortschiladse, georgischer Schriftsteller
- 11. November: Susanne Keuchel, deutsche Kulturwissenschaftlerin, Autorin und Herausgeberin
- 12. November: Anthony Joseph, trinidadisch-britischer Dichter, Schriftsteller und Musiker
- 12. November: Andrzej Majewski, polnischer Aphoristiker, Schriftsteller und Fotograf
- 12. November: Nils Minkmar, deutscher Historiker, Journalist und Essayist
- 17. November: Ed Brubaker, US-amerikanischer Comicautor und -zeichner
- 17. November: Friederike Pannewick, deutsche Arabistin und Essayistin
- 18. November: Jorge Camacho, spanischer Schriftsteller (auf Spanisch und Esperanto)
- 19. November: Shmuley Boteach, US-amerikanischer Rabbiner und Autor
- 19. November: Simone Katrin Paul, deutsche Dichterin und Übersetzerin
- 19. November: Hans Zollner, deutscher Theologe, Psychologe und Autor
- 20. November: Ulrich Koch, deutscher Dichter
- 20. November: Jill Thompson, US-amerikanische Comicautorin und -zeichnerin
- 22. November: Akiko Itoyama, japanische Schriftstellerin
- 22. November: Jason Starr, US-amerikanischer Schriftsteller
- 24. November: Stefan Ahnhem, schwedischer Schriftsteller und Drehbuchautor
- 24. November: Siegfried Langer, deutscher Schriftsteller
- 25. November: Alexandra Motschmann, deutsche Autorin, Verfasserin von Gedichten
- 27. November: Dirk Bierbaß, deutscher Lyriker und Prosaautor
- 28. November: Ulrike Schweikert, deutsche Schriftstellerin
- 29. November: Hans-Georg Ulrichs, deutscher ev. Theologe und Autor
- 29. November: Karl Friedrich Ulrichs, deutscher ev. Theologe und Autor
- 30. November: David Nicholls, britischer Schriftsteller

### Dezember
- 05. Dezember: Anja Liedtke, deutsche Schriftstellerin
- 06. Dezember: Dirk Dobbrow, deutscher Schriftsteller und Dramatiker
- 07. Dezember: Lucía Etxebarria, spanische Dichterin, Schriftstellerin, Essayistin, Biografin, Übersetzerin
- 08. Dezember: Sinéad O’Connor, irische Musikerin und Songwriterin († 2023)
- 10. Dezember: Peter Liehr, deutscher Comicautor († 2016)
- 12. Dezember: Sven Zimmermann, deutscher Musiker und Textdichter
- 12. Dezember: Chris Zintzen-Bader, deutscher Literaturwissenschaftler, Autor, Herausgeber und Journalist
- 13. Dezember: David Safier, deutscher Schriftsteller
- 14. Dezember: Victoria Wohl, US-amerikanische Altphilologin
- 14. Dezember: Sarah Zettel, US-amerikanische Science-Fiction- und Fantasy-Autorin
- 16. Dezember: Hella Kemper, deutsche Redakteurin und Sachbuchautorin
- 16. Dezember: Empar Moliner, katalanisch-spanische Schriftstellerin
- 17. Dezember: Christian Witschel, deutscher Althistoriker und Herausgeber
- 23. Dezember: Annett Klingner, deutsch-italienische Kunsthistorikerin, Schriftstellerin und Autorin von Reiseführern
- 24. Dezember: Dirk van den Boom, deutscher Politologe und Science-Fiction-Schriftsteller
- 25. Dezember: Raphael Gross, Schweizer Historiker und Publizist
- 26. Dezember: Stefan Baiker, Schweizer Autor und Verleger
- 27. Dezember: Chris Abani, nigerianischer Schriftsteller
- 28. Dezember: Rainer Vollath, deutscher Schriftsteller
- 29. Dezember: Christian Kracht, Schweizer Schriftsteller und Journalist
- 30. Dezember: Thomas Hoeps, deutscher Schriftsteller und Herausgeber

### Genaues Datum unbekannt

#### A – J
- Christian Adam, deutscher Germanist, Lektor und Publizist
- Dariusz Adamczyk, polnisch-deutscher Historiker
- Maike Albath, deutsche Literaturkritikerin und Autorin
- Erik Altorfer, Schweizer Regisseur, Dramaturg und Schreibworkshop-Leiter
- Mark Anthony, US-amerikanischer Fantasyautor
- Eduard Augustin, deutscher Autor
- Marek Krystian Emanuel Baczewski, polnischer Dichter, Prosaautor und Literaturkritiker
- Anja Balschun, deutsche Schriftstellerin
- Dominic Barker, britischer Kinderbuchautor
- Maike Barth, deutsche Übersetzerin aus skandinavischen Sprachen
- Heike Baryga, deutsche Übersetzerin aus dem Niederländischen
- Ruth Johanna Benrath, deutsche Dichterin und Schriftstellerin
- Max Bentow, deutscher Krimiautor
- Stefan Benz, deutscher Kulturredakteur und Schriftsteller
- Wolfgang Berends, deutscher Lyriker und Übersetzer
- Markus Berges, deutscher Sänger und Autor
- Virginia Bergin, britische Schriftstellerin
- Harald Bergsdorf, deutscher Politikwissenschaftler und Autor
- David Bernet, Schweizer Filmemacher und Autor
- Annette Biemer, deutsche Schriftstellerin
- Katharina Blum, deutsche Autorin, u. a. von Filmbiographien
- Julia Boehme, deutsche Kinderbuchautorin
- Frank Borsch, deutscher Science-Fiction-Schriftsteller und Übersetzer
- Angeline Boulley, US-amerikanisch-indianische Schriftstellerin
- Ilaria Brocchini, französische Philosophin
- Heiner Bröckermann, deutscher militärhistorischer Autor
- Roland Brodbeck, Schweizer Schriftsteller
- Royce Buckingham, US-amerikanischer Autor
- Maximilian Buddenbohm, deutscher Autor
- Matthias Bundschuh, deutscher Schauspieler und Theaterautor
- Matthias Burchardt, deutscher Philosoph, Pädagoge und Publizist
- Silke Burmester, deutsche Journalistin, Kolumnistin und Autorin
- Hasan Çil, türkisch-deutscher Autor und Herausgeber
- Dominic Cooke, britischer Theaterleiter und -regisseur
- Dorota Czerner, polnische Schriftstellerin, Dichterin und Performancekünstlerin (vorrangig englisch schreibend)
- Süleyman Deveci, türkisch-deutscher Schriftsteller
- Caius Dobrescu, rumänischer Lyriker, Essayist und Romancier
- Gabriella Engelmann, deutsche Schriftstellerin
- Orkun Ertener, deutscher Drehbuch- und Romanautor
- Eva Þengilsdóttir, isländische Kinderbuchautorin
- Kristin Falck, deutsche Fantasyautorin
- Alexandra Fischer-Hunold, deutsche Kinder- und Jugendbuchautorin
- Astrid Frank, deutsche Schriftstellerin, Lektorin und Übersetzerin
- Heike Franke, deutsche Schriftstellerin
- Anna Funder, australische Schriftstellerin
- Hannes Grandits, österreichischer Historiker und Autor
- Elke Grittmann, deutsche Kommunikations- und Medienwissenschaftlerin
- Stephan Grotz, deutscher Philosoph und Philosophiehistoriker
- Charlotte Habersack, deutsche Schriftstellerin
- Kerstin Hamann, deutsche Schriftstellerin
- Kim Harrison, US-amerikanische Schriftstellerin
- David Harrower, britischer Dramatiker und Übersetzer
- Caroline Hartge, deutsche Dichterin, Schriftstellerin und Übersetzerin
- Eva Haverkamp-Rott, deutsche Mittelalterhistorikerin, spez. für jüdische Geschichte
- Claus Heck, deutscher Schriftsteller (veröffentlicht als Aléa Torik, * 1983)
- Michael Heinrich, deutscher Bühnen- und Kostümbildner
- Bernhard Hennen, deutscher Schriftsteller
- Bertina Henrichs, deutsche Schriftstellerin (auf Französisch schreibend)
- Ingo Herzke, deutscher literar. Übersetzer
- Yvonne Hofstetter, deutsche Essayistin
- Michael Hüttler, österreichischer Autor und Verlagsleiter
- Bernd Irlenbusch, deutscher Ökonom, Wirtschaftsethiker und Autor
- Kirsten John-Stucke, deutsche Historikerin und Autorin
- Dominic Johnson, britisch-deutscher Journalist und Buchautor

#### K – Z
- Christoph Kammertöns, deutscher Musikwissenschaftler und Philosoph
- Akın Kanat, türkischer Übersetzer aus dem Deutschen
- Olaf Kemmler, deutscher Science-Fiction-Autor und -Herausgeber
- Alex Kershaw, britischer Journalist, Biograf und Sachbuchautor
- Hardy Kettlitz, deutscher Journalist, Herausgeber, Verleger und Sachbuchautor, insbes. im Bereich Science Fiction
- Martina Kieninger, deutsche Chemikerin und Schriftstellerin
- Alona Kimchi, israelische Schriftstellerin
- Jan İlhan Kızılhan, in Deutschland tätiger Psychologe, Sachbuch- und Romanautor und Herausgeber
- Ansgar Sebastian Klein, deutscher Historiker und Schriftsteller
- Andrea Kluitmann, deutsche Literaturübersetzerin
- Doris Knecht, österreichische Journalistin und Schriftstellerin
- Sebastian Knell, deutscher Philosoph und Schriftsteller
- Anke Küpper, deutsche Schriftstellerin
- Olga Kurilo, russische Historikerin, Ethnologin und Autorin
- Matthias Kußmann, deutscher Literaturwissenschaftler, Herausgeber und Übersetzer
- Arian Leka, albanischer Schriftsteller
- Stefanie Lieb, deutsche Kunsthistorikerin und Autorin
- Cvetka Lipuš, österreichische Lyrikerin (auf Slowenisch schreibend)
- Davide Livermore, italienischer Theater- und Opernregisseur, Theaterleiter und -intendant, Bühnen- und Kostümbildner, …
- Stephan Malinowski, deutscher Neuzeithistoriker
- Jochen Meißner, deutscher Radio-Feature-Autor, Hörspielkritiker und Journalist
- Claire Messud, US-amerikanische Schriftstellerin
- Amanda Michalopoulou, griechische Schriftstellerin
- Sergio Missana, chilenischer Schriftsteller
- Rita Monaldi, italienische Schriftstellerin
- Corinna Müller, deutsche (Kriminal-)Autorin
- Daphne Nikolopoulos, griechisch-US-amerikanische Schriftstellerin
- Uli Oesterle, deutscher Comicautor und -zeichner
- Alice Oswald, britische Dichterin
- Ivo Pala, deutscher Autor
- Veronika Peters, deutsche Schriftstellerin
- Britta Petersen, deutsche Journalistin und Buchautorin
- Ralf Piorr, deutscher Historiker und Publizist
- Christian Piskulla, deutscher Schriftsteller und Fachverleger
- Ralph Pordzik, deutscher Dichter und Schriftsteller
- Nana Rademacher, deutsche Schriftstellerin
- Will Randall, britischer Schriftsteller
- Manfred Rebhandl, österreichischer Drehbuch- und Krimiautor
- Patrick Redmond, britischer Jurist und Schriftsteller
- Uli Reich, deutscher Romanist, Sprachwissenschaftler und Autor
- Rike Reiniger, deutsche Dramatikerin, Schriftstellerin, Essayistin; Regisseurin
- Ulrich Riegel, deutscher Theologe und Autor
- Hannes Riffel, deutscher Übersetzer und Verleger, insbes. im Bereich Science Fiction
- Anuschka Roshani, deutsche Journalistin, Autorin und Herausgeberin
- Marcel Ruijters, niederländischer Comicautor
- Arnaud Rykner, französischer Schriftsteller und Essayist
- Beate Sauer, deutsche Schriftstellerin
- Frank Schäfer, deutscher Schriftsteller
- Natalie Scharf, deutsche Autorin
- Anna Schneider, deutsche Autorin
- Sabine Schiffer, deutsche Sprach- und Medienwissenschaftlerin und Autorin
- Ulf Schmidt, deutscher Dramatiker und Essayist
- Verena Schmitt-Roschmann, deutsche Journalistin und Autorin
- Nicole Schuhmacher, deutsche Schriftstellerin und Soziologin
- Eckhard Schumacher, deutscher Germanist, Autor und Herausgeber
- René Schurtenberger, Schweizer Autor und Verleger
- Ralf Schwob, deutscher Schriftsteller
- Katrin Seebacher, deutsche Schriftstellerin († 1997)
- Nedim Şener, türkischer Journalist und Buchautor
- Gök Senin, deutscher Journalist und (Krimi-)Autor
- Fatima Sharafeddine, libanesische Schriftstellerin und Kinderbuchautorin
- Volker Sielaff, deutscher Dichter
- Tina Soliman, deutsche Autorin
- Andreas Speit, deutscher Journalist und Buchautor
- Clarissa Stadler, österreichische Moderatorin und Autorin
- Bettina Stangneth, deutsche Philosophin und Autorin
- Matthias Steinbach, deutscher Historiker und Autor
- Hito Steyerl, deutsche Filmemacherin und Autorin
- Christoph Strupp, auf Deutsch publizierender Historiker
- Sobo Swobodnik, deutscher Schriftsteller und Filmemacher
- Antje Szillat, deutsche Autorin von Kinder- und Jugendbüchern
- Mark Terkessidis, deutscher Journalist und Buchautor
- Adrian Urban, deutscher Psychotherapeut und Autor
- Silke Vogten, deutsche Lyrikerin und Erzählerin
- Brigitte Waldach, deutsche bildende Künstlerin, die u. a. mit Texten arbeitet
- Martina Weber, deutsche Juristin, Lyrikerin und Sachbuchautorin
- Thomas Josef Wehlim, deutscher Schriftsteller
- Alexander Wendt, deutscher Journalist und Buchautor
- Jonas Winner, deutscher Schriftsteller
- Bärbel Wolfmeier, niederdeutsche Autorin
- Mischa Zickler, österreichischer Hörspielautor und -regisseur
- Joshua D. Zimmerman, US-amerikanischer Neuzeithistoriker und Autor
- Tomáš Zmeškal, tschechischer Schriftsteller, Übersetzer und Lektor
- Rodolfo Zucco, italienischer Philologe und Autor

## Gestorben

### Januar – März
- 03. Januar: René Béhaine, französischer Romanschriftsteller
- 03. Januar: Elfriede Rotermund, deutsche Schriftstellerin
- 04. Januar: Mollie Faustman, schwedische Schriftstellerin und bildende Künstlerin
- 05. Januar: Gian Gaspare Napolitano, italienischer Journalist und Schriftsteller
- 05. Januar: Fridolin Tschudi, Schweizer Lyriker und Schriftsteller
- 09. Januar: Friedrich Wilhelm Foerster, deutscher Philosoph, Pädagoge und Pazifist
- 10. Januar: Hermann Kasack, deutscher Schriftsteller und Dichter
- 16. Januar: Margarete Susman, deutsche Journalistin, Essayistin und Poetin
- 18. Januar: Kathleen Norris, US-amerikanische Schriftstellerin
- 19. Januar: Ruth Landshoff, deutsch-amerikanische Schriftstellerin
- 20. Januar: George Devine, britischer Theaterregisseur, Theaterleiter und Schauspieler
- 22. Januar: Elisabeth Aman, Schweizer Schriftstellerin
- 22. Januar: Kawada Jun, japanischer Lyriker
- 27. Januar: Caterina Albert (Víctor Català), katalanisch-spanische Dichterin und Schriftstellerin
- 28. Januar: Bruno Peterson, deutscher Verleger
- 29. Januar: Wolfgang Cordan, deutscher Schriftsteller und Übersetzer
- 29. Januar: Josef Winckler, deutscher Schriftsteller
- 30. Januar: Eduard Männik, estnischer Schriftsteller
- 05. Februar: Ludwig Binswanger, Schweizer Psychiater und Autor
- 06. Februar: Emil Balmer, Schweizer Mundartautor
- 06. Februar: Vilis Lācis, lettischer Schriftsteller und Politiker der Sowjetzeit
- 06. Februar: Walter Meckauer, deutscher Schriftsteller
- 08. Februar: Albert-Marie Schmidt, französischer Romanist und Literaturwissenschaftler
- 10. Februar: Othmar Rieger, österreichischer Dichter und Erzähler
- 11. Februar: Adele Moroder, ladinische Schriftstellerin
- 12. Februar: Elio Vittorini, italienischer Schriftsteller
- 18. Februar: Stanisław Mackiewicz, polnischer Politiker und Autor
- 22. Februar: Gérard Jarlot, französischer Journalist, Roman- und Drehbuchautor
- 22. Februar: Wilhelm Pferdekamp, deutscher Schriftsteller und Übersetzer
- 27. Februar: Paula von Hanstein, deutsche Autorin von Trivialliteratur
- 02. März: Rog Phillips, US-amerikanischer Science-Fiction-Autor
- 03. März: Joseph Fields, US-amerikanischer Dramatiker
- 04. März: Hans Hümmeler, deutscher Theologe und Verleger
- 05. März: Anna Achmatowa, russische Dichterin und Schriftstellerin
- 06. März: Ivar Paulson, estnischer Ethnologe, Religionswissenschaftler und Dichter
- 10. März: Frank O’Connor, irischer Schriftsteller
- 10. März: Mari Sandoz, US-amerikanische Schriftstellerin und Biografin
- 12. März: Lee Meriwether, US-amerikanischer Reiseschriftsteller
- 13. März: Breno Accioly, brasilianischer Arzt und Schriftsteller
- 15. März: Grete Weiskopf, deutsche Kinderbuchautorin
- 27. März: Ragnar Josephson, schwedischer Kunsthistoriker und Schriftsteller
- 27. März: Karl König, österreichischer Anthroposoph und Autor
- 28. März: Werner Kortwich, deutscher Trivialautor und Übersetzer
- 30. März: Rudolf Joho, Schweizer Autor, Theaterregisseur und -schauspieler
- 30. März: Erwin Piscator, deutscher Theatermacher und Essayist

### April – Juni
- 01. April: Dimitar Dimow, bulgarischer Schriftsteller
- 01. April: Flann O’Brien, irischer Schriftsteller
- 02. April: Wilhelmina Drupsteen, niederländische Illustratorin und Buchgestalterin
- 02. April: Cecil Scott Forester, britischer Schriftsteller und Journalist
- 03. April: Russel Crouse, US-amerikanischer Dramatiker
- 05. April: Svend Fleuron, dänischer Schriftsteller
- 07. April: Laura Thoma, Schweizer Autorin
- 08. April: Albert Rheinwald, französischsprachiger Schweizer Schriftsteller, Kunstkritiker und Essayist
- 08. April: Vladimír Zmeškal, tschechischer Sorabist und Schriftsteller
- 10. April: Evelyn Waugh, britischer Schriftsteller
- 13. April: Carlo Carrà, italienischer Maler und Kunstschriftsteller
- 13. April: Georges Duhamel, französischer Schriftsteller
- 13. April: Felix Graf von Luckner, deutscher Militär und Schriftsteller
- 17. April: Ida Dormitzer, deutsch(-amerikanisch)e Buchhändlerin
- 18. April: Hugo Marcus, deutscher Schriftsteller, LGBT-Aktivist und Koranübersetzer
- 20. April: Warren Miller, US-amerikanischer Schriftsteller
- 22. April: Hans Förster, deutscher Zeichner und Autor
- 24. April: Hans Christian Branner, dänischer Schriftsteller
- 30. April: Richard Fariña, US-amerikanischer Schriftsteller und Musiker
- 01. Mai: Wilhelm Mommsen, deutscher (nazinaher) Historiker und Autor
- 02. Mai: Cristina Agosti-Garosci, italienische Polonistin und Übersetzerin aus dem Polnischen
- 02. Mai: Hans Fritz von Zwehl, deutscher Jurist, Dichter und Dramatiker
- 05. Mai: Chit Phumisak, thailändischer Intellektueller, Dichter und Übersetzer
- 07. Mai: Stanisław Jerzy Lec, polnischer Lyriker und Aphoristiker
- 11. Mai: Georg Goyert, deutscher Übersetzer
- 12. Mai: Anna Langfus, polnisch-französische Schriftstellerin und Dramatikerin
- 14. Mai: Georgia Douglas Johnson, afroamerikanische Lyrikerin, Dramatikerin und Komponistin
- 16. Mai: Suzanne Césaire, afro-karibische Autorin und Essayistin aus Martinique
- 16. Mai: Hellmut Holthaus, deutscher Schriftsteller
- 20. Mai: Kurt Hildebrandt, deutscher Psychiater, Philosoph und Schriftsteller
- 25. Mai: Maidy Koch, deutsche Lyrikerin und Dramatikerin
- 26. Mai: Luciano Folgore, italienischer Dichter und Schriftsteller
- 26. Mai: Hannah von Mettal, tschechische Übersetzerin
- 26. Mai: Áron Tamási, ungarischer Schriftsteller und Dramatiker
- 30. Mai: Feliks Araszkiewicz, polnischer Literaturhistoriker
- 30. Mai: Oscar Walter Cisek, rumäniendeutscher Schriftsteller und Diplomat
- 01. Juni: Peter George, britischer Schriftsteller
- 01. Juni: Inge Müller, deutsche Dichterin und Schriftstellerin
- 02. Juni: Stephen King-Hall, Baron King-Hall, britischer Schriftsteller
- 04. Juni: Blanche Wolf Knopf, US-amerikanische Verlegerin
- 06. Juni: Heinz Liepman, deutscher Schriftsteller und Dramatiker
- 07. Juni: Hans Arp, deutsch-französischer Maler, Bildhauer und Dichter
- 10. Juni: Hamdullah Suphi Tanrıöver, türkischer Dichter, Essayist und Politiker
- 18. Juni: Konrad Heiden, deutscher Journalist und Schriftsteller
- 24. Juni: Peter Jung, rumäniendeutscher Heimatdichter
- 25. Juni: Elisabeth Kaerrick, Dostojewski-Übersetzerin
- 27. Juni: Arthur Waley, britischer Übersetzer aus dem Chinesischen und Japanischen
- 28. Juni: Mehmet Fuat Köprülü, türkischer Historiker und Politiker
- 30. Juni: Margery Allingham, britische Krimi-Schriftstellerin

### Juli – September
- 01. Juli: Natalena Korolewa, ukrainische Schriftstellerin, Übersetzerin, freie Künstlerin, …
- 02. Juli: Jan Brzechwa, polnischer Dichter, Schriftsteller und Übersetzer
- 05. Juli: Fritz Lau, niederdeutscher Schriftsteller
- 10. Juli: Jakob Hommes, deutscher kath. Philosoph und Autor
- 11. Juli: Delmore Schwartz, US-amerikanischer Schriftsteller und Dichter
- 12. Juli: Daisetz Teitaro Suzuki, japanischer Zen-Autor
- 13. Juli: David H. Keller, US-amerikanischer Schriftsteller
- 14. Juli: Friedrich Middelhauve, deutscher Verleger und Politiker
- 16. Juli: Bernhard Schweitzer, deutscher Klassischer Archäologe und Verfasser kunst- und kulturwissenschaftlicher Texte
- 19. Juli: Mary Jobe Akeley, US-amerikanische Naturforscherin und Autorin
- 21. Juli: Philipp Frank, österreichisch-amerikanischer Philosoph und Essayist
- 24. Juli: Marie Pappenheim, österreichische Schriftstellerin und Librettistin
- 25. Juli: Francis Edward Faragoh, US-amerikanischer Schriftsteller
- 25. Juli: Frank O’Hara, US-amerikanischer Dichter; Essayist und Kunstkritiker
- 28. Juli: Jakow Kuldurkajew, ersja-mordwinischer Dichter und Schriftsteller
- 29. Juli: Edward Gordon Craig, britischer Autor, spez. zum Theater
- 29. Juli: André Spire, französischer Dichter, Schriftsteller und literarischer zionistischer Aktivist
- 03. August: Tristan Klingsor, französischer Lyriker, Schriftsteller, Komponist, Maler
- 03. August: Ernst Luther, deutscher Schriftsteller und Mundartdichter (NS-affin)
- 04. August: Bernard Mark, polnischer Historiker, Literaturkritiker, Essayist und Publizist
- 06. August: Cordwainer Smith (Paul Linebarger), US-amerikanischer Psychologe und Schriftsteller
- 09. August: Giorgi Leonidse, georgischer Dichter und Schriftsteller
- 12. August: Artur Alliksaar, estnischer Lyriker und Übersetzer
- 13. August: Anton Gabele, deutscher Schriftsteller
- 15. August: Gerhart Pohl, deutscher Schriftsteller und Lektor
- 18. August: François Piétri, französischer Politiker und Schriftsteller
- 22. August: Günther Birkenfeld, deutscher Schriftsteller und Lektor
- 23. August: Hans Zehrer, deutscher Journalist, Publizist und Autor
- 24. August: Lao She, chinesischer Schriftsteller
- 26. August: Margarete Elzer, deutsche Autorin von Unterhaltungsromanen
- 27. August: John Cournos, US-amerikanischer Schriftsteller und Übersetzer
- 29. August: Fritz Max Cahén, deutscher Journalist und Buchautor
- 29. August: Sayyid Qutb, ägyptischer islamistischer Denker und Autor
- 31. August: Kasimir Edschmid, deutscher Schriftsteller
- 01. September: Arthur Seehof, deutscher Verleger, Buchhändler und Autor
- 05. September: Marc Peter, Schweizer Jurist, Diplomat, Politiker, französischsprachiger Autor und Biograf
- 06. September: Margaret Sanger, US-amerikanische Frauenrechtlerin, Aktivistin und Autorin
- 08. September: Emilio Cecchi, italienischer Schriftsteller und Literaturkritiker
- 10. September: Emil Julius Gumbel, deutsch-amerikanischer Mathematiker und politischer Publizist
- 13. September: Karl Rauch, deutscher Verleger, Autor und Übersetzer
- 13. September: Josef Luitpold Stern, österreichischer Dichter und Publizist
- 13. September: Albert Trapp, deutscher Pädagoge und Schriftsteller
- 15. September: Wolf Schwertenbach, Schweizer Autor
- 17. September: Mário Filho, brasilianischer Sportjournalist und Schriftsteller
- 18. September: Erich Meder, österreichischer Textdichter
- 22. September: Walentin Bulgakow, russischer Autor und Biograf
- 22. September: Ninon Hesse, Kunsthistorikerin und Herausgeberin
- 22. September: Josef Vital Kopp, Schweizer Theologe, Lehrer und Schriftsteller
- 22. September: Nicolás Olivari, argentinischer Schriftsteller und Übersetzer
- 25. September: Ernst Lewy, deutsch-irischer Sprachforscher
- 25. September: Mina Loy, britisch-amerikanische bild. Künstlerin und Dichterin
- 25. September: Jo Hanns Rösler, deutscher Unterhaltungsschriftsteller
- 28. September: André Breton, französischer Dichter und Schriftsteller
- 28. September: Lillian Smith, US-amerikanische Schriftstellerin
- 28. od. 29. September: Sano Seki, japanisch-mexikanischer Theaterdirektor
- 00. September: Gerda von Uslar, deutsche Dramaturgin und Übersetzerin

### Oktober – Dezember
- 02. Oktober: Anna Lesznai, ungarische bild. Künstlerin und Schriftstellerin
- 07. Oktober: Ludwig Dexheimer (Pseud. Ri Tokko), deutscher Chemie-Ingenieur und Schriftsteller
- 07. Oktober: Herbert Stuffer, deutscher Verleger, insbesond. von Kinderliteratur
- 08. Oktober: Célestin Freinet, französischer Reformpädagoge und Autor
- 08. Oktober: Franz Xaver Kappus, deutscher Schriftsteller und Journalist
- 11. Oktober: Maria Estreicherówna, polnische Schriftstellerin und Übersetzerin
- 11. Oktober: Hans Gruhl, deutscher Mediziner und (Unterhaltungs-)Schriftsteller
- 12. Oktober: Steve Passeur, französischer Dramatiker
- 14. Oktober: Constantin Bauer, deutscher Pädagoge und Schriftsteller
- 15. Oktober: Charles Duff, irisch-britischer Schriftsteller
- 17. Oktober: Eduard Koelwel, deutscher (konformistischer) Schriftsteller
- 20. Oktober: Tõnis Braks, estnischer Journalist, Dramatiker und Kinderbuchautor
- 20. Oktober: Dimitar Talew, bulgarischer Schriftsteller
- 23. Oktober: Rudolf Österreicher, österreichischer Dramatiker und Operettenlibrettist
- 29. Oktober: Erhard Göpel, deutscher Kunsthistoriker und Autor
- 30. Oktober: Ludwig Levy-Lenz, deutscher Arzt und Sachbuchautor
- 31. Oktober: Ruth von Ostau, deutsche Schriftstellerin und Dichterin
- 03. November: Fritz Baumgarten, deutscher Kinder-/Bilderbuchillustrator
- 03. November: Magda Donato, spanisch(-mexikanisch)e Kulturjournalistin, Autorin und Dramatikerin
- 03. November: Ernst Hoferichter, bayerischer Schriftsteller
- 06. November: Günther Roeder, deutscher Ägyptologe und Autor
- 09. November: Richard Benz, deutscher Germanist, Kulturhistoriker und Schriftsteller (Privatgelehrter)
- 09. November: Jürgen von der Wense, deutscher Schriftsteller und Konzeptkünstler
- 14. November: Kamei Katsuichirō, japanischer Schriftsteller und Literaturkritiker
- 19. November: Marcel Lecomte, belgischer Dichter, Schriftsteller und Kunstkritiker französischer Sprache
- 23. November: Grigor Vitez, jugoslawischer Schriftsteller, Übersetzer und Herausgeber, v. a. von Kinderliteratur
- 24. November: Josef Marschall, österreichischer Altphilologe, Schriftsteller und Dichter
- 26. November: Siegfried Kracauer, deutscher Soziologe, Filmtheoretiker und Schriftsteller
- 29. November: Ernst Baur, deutscher Schriftsteller
- 05. Dezember: Jon Guidon, Schweizer Dichter und Prosaautor, auf Vallader publizierend
- 05. Dezember: Charles Mauron, französischer Essayist, Übersetzer und Literaturkritiker
- 09. Dezember: Walter Hösterey, deutscher Schriftsteller und Verleger
- 10. Dezember: Gregorio López y Fuentes, mexikanischer Schriftsteller
- 14. Dezember: Víctor Andrés Belaúnde, peruanischer Diplomat und Autor
- 16. Dezember: Alexander Trachtenberg, US-amerikanischer Verleger marxistischer Bücher und Flugschriften
- 18. Dezember: Otto Koke, deutscher Schriftsteller von Jagd- und Tiergeschichten
- 18. Dezember: Albert Salomon, deutsch-US-amerikanischer Sozialwissenschaftler
- 19. Dezember: Ehm Welk, deutscher Journalist und Schriftsteller
- 23. Dezember: Heimito von Doderer, österreichischer Schriftsteller
- 24. Dezember: Leo Weisz, Schweizer Ökonom und Landeshistoriker
- 26. Dezember: Ludwig Jürgens, deutscher Schriftsteller
- 31. Dezember: Pieter Geijl, niederländischer Historiker und Autor

### Genaues Datum unbekannt
- Lisa Barthel-Winkler, deutsche Schriftstellerin
- Bryan Berry, britischer Science-Fiction-Autor
- Louise Bresslau-Hoff, deutsche Schriftstellerin und Dichterin
- Alfred Buckowitz, deutscher Autor, insbes. von Tiergeschichten
- Vizconde de Lascano Tegui, argentinischer Diplomat und Schriftsteller
- Hernando Téllez, kolumbianischer Schriftsteller und Politiker
- Lothar Weise, deutscher Science-Fiction-Autor

## Literaturpreise 1966

### Deutsche Literaturpreise
- Andreas-Gryphius-Preis: Johannes Urzidil (Hauptpreis); Ernst Günther Bleisch und Hans Lipinsky-Gottersdorf (Förderpreise)
- Bodensee-Literaturpreis: Albert Bächtold für sein erzählerisches Werk
- Bremer Literaturpreis: Wolfgang Hildesheimer für Tynset
- Deutscher Jugendbuchpreis (Kinderbuch): David von Max Bolliger
- Deutscher Kritikerpreis: Elias Canetti
- Eichendorff-Literaturpreis: Dagmar Nick
- Fontane-Preis: Walter Höllerer
- Freudenthal-Preis: Johann Schoon
- Friedrich-Gerstäcker-Preis: Ben Ali und seine Herde von Karl Friedrich Kohlenberg
- Friedrich-Hebbel-Preis: Ernst-Otto Schlöpke
- Georg-Büchner-Preis: Wolfgang Hildesheimer
- Heinrich-Heine-Preis des Ministeriums für Kultur der DDR: Bruno Frei, Helmut Preißler
- Heinrich-Mann-Preis: Peter Weiss
- Hörspielpreis der Kriegsblinden: Miserere von Peter Hirche
- Johann-Heinrich-Merck-Preis: Karl Heinz Ruppel
- Johann-Peter-Hebel-Preis: Eberhard Meckel
- Klaus-Groth-Preis: Johann Diedrich Bellmann
- Lessing-Ring und Literaturpreis der deutschen Freimaurer: Max Tau
- Literaturpreis der Bayerischen Akademie der Schönen Künste: Werner Kraft
- Quickborn-Preis: Albert Mähl
- Theodor-Fontane-Preis des Bezirks Potsdam (Auswahl): Erwin Strittmatter, Fred Wander
- Tukan-Preis (Auswahl): Gunter Groll, Curt Hohoff, Isabella Nadolny, Eugen Skasa-Weiß
- Wilhelm-Raabe-Preis: Heimito von Doderer für Die Wasserfälle von Slunj
- Willibald-Pirckheimer-Medaille: Rolf Bongs

### Internationale Literaturpreise
- Aleksis-Kivi-Preis: Paavo Haavikko
- Anisfield-Wolf Book Award (Auswahl): The Autobiography of Malcolm X von Alex Haley
- Anton-Wildgans-Preis: Herbert Zand
- Bancroft-Preis (Auswahl): The Peacemakers: The Great Powers and American Independence von Richard B. Morris
- Bellman-Preis: Bo Bergman und Tomas Tranströmer
- Bialik-Preis (Auswahl): Salman Schasar
- Bokhandlerprisen: Det trange hjerte von Ebba Haslund
- Literaturpreise der Casa de las Américas (Auswahl):
  - Los que vieron la zarza von Liliana Heker
  - Poesía de paso von Enrique Lihn
  - Las ceremonias del verano von Marta Traba
- Charles-Veillon-Preis:
  - Deutschsprachige Literatur: Die Personenperson von Barbara König
  - Französischsprachige Literatur: Une si grande faiblesse von Georges Piroué
- Cholmondeley Award: Stevie Smith, Ted Walker
- Constantijn Huygensprijs: Louis Paul Boon
- Dagger Awards:
  - Gold Dagger for Fiction: A Long Way to Shiloh von Lionel Davidson
  - Best Foreign Novel: In the Heat of the Night von John Ball
- Dazai-Osamu-Preis: Hoshi e no tabi von Akira Yoshimura
- De Gyldne Laurbær: Klaus Rifbjerg
- Det Danske Akademis Store Pris: Klaus Rifbjerg
- Dobloug-Preis: Tage Aurell (Schweden) und Jakob Sande (Norwegen)
- Duff Cooper Prize: The Continent of Circe von Nirad C. Chaudhuri
- Edgar Allan Poe Awards (Auswahl):
  - Bester Roman: The Berlin Memorandum von Adam Hall
  - Bester Erstlingsroman: In the Heat of the Night von John Ball
  - Beste Kurzgeschichte: The Possibility of Evil von Shirley Jackson (postum)
  - Bestes Sachbuch: In Cold Blood von Truman Capote
  - Grand Master Award: Georges Simenon
- Elsa-Beskow-Plakette: Lilla spöket Laban von Lasse Sandberg (als der hier ausgezeichnete Illustrator)
- Expressens Heffaklump: Maria Gripe für Hugo
- Finnland-Preis der Schwedischen Akademie: Hagar Olsson
- Frauenliteraturpreis (Japan): Namamiko monogatari von Enchi Fumiko
- Governor General’s Award for Fiction: La joue gauche von Claire Martin (französisch) und A Jest of God von Margaret Laurence (englisch)
- Governor General’s Award for Poetry: The Circle Game von Margaret Atwood
- Grand prix de littérature policière (International): Berlin memorandum von Adam Hall
- Grand Prix de Poésie: Pierre Jean Jouve
- Grand Prix du Roman: Une histoire française von François Nourissier
- Großer Österreichischer Staatspreis für Literatur: Fritz Hochwälder
- Großer Preis des Samfundet De Nio: Lars Gyllensten
- Hans Christian Andersen Preis: Tove Jansson (Autorin) und Alois Carigiet (Illustrator)
- Holger Drachmann-legatet: Jørgen Sonne
- Hugo Awards:
  - Bester Roman: Dune von Frank Herbert und This Immortal von Roger Zelazny
  - Beste Kurzgeschichte: “Repent, Harlequin!” Said the Ticktockman von Harlan Ellison
  - „Best All-Time Series“: Foundation-Trilogie von Isaac Asimov
- James Tait Black Memorial Prize (Prosa): The Mandelbaum Gate von Muriel Spark
- John Llewellyn Rhys Prize: The Millstone von Margaret Drabble
- Joost-van-den-Vondel-Preis: Jef Last
- Kikuchi-Kan-Preis: Shiba Ryōtarō für Ryōma ga yuku (histor. Roman) sowie Ishizaka Yōjirō
- Kogge-Förderpreis: Kurt Sigel
- Kościelski-Preis: Henryk Grynberg; Gustaw Herling-Grudziński; Włodzimierz Odojewski
- Kritikerprisen (Dänemark): Benny Andersen
- Lewis Carroll Shelf Award: Once a Mouse… A Fable Cut in Wood von Marcia Brown
- Literaturpreis des Nordischen Rates: Diwán över Fursten av Emgión von Gunnar Ekelöf
- Literaturpreis der Stadt Wien: Elias Canetti
- Mainichi-Kulturpreis (Kategorie „Literatur und Kunst“): Kinoshita Junji für Mugenkidō und Kido Kōichi für Kido Kōichi nikki
- Nadal-Literaturpreis: Vicente Soto, La zancada
- Naoki-Preis: Shiroi Keshi von Tachihara Masaaki | Aozameta uma o miyo von Hiroyuki Itsuki
- National Book Award:
  - Fiction: Katherine Anne Porter für The Collected Stories of Katherine Anne Porter
  - Nonfiction: Janet Flanner für Paris Journal, 1944–1965 und Arthur M. Schlesinger für A Thousand Days
  - Poetry: James Dickey für Buckdancer's Choice: Poems
- Nebula Awards:
  - Bester Roman: Dune von Frank Herbert
  - Bester Kurzroman: The Saliva Tree von Brian Aldiss und He Who Shapes von Roger Zelazny
  - Beste Erzählung: The Doors of His Face, the Lamps of His Mouth von Roger Zelazny
  - Beste Kurzgeschichte: “Repent, Harlequin!” Said the Ticktockman von Harlan Ellison
- New York Drama Critics’ Circle Award (Best Play): Marat/Sade von Peter Weiss
- Nobelpreis für Literatur: Samuel Agnon und Nelly Sachs
- Noma-Literaturpreis: Ibuse Masuji für Kuroi ame (dt.: Schwarzer Regen)
- O.-Henry-Preis: The Bulgarian Poetess von John Updike
- Österreichischer Förderungspreis für Literatur (Sparte Lyrik): Michael Guttenbrunner
- Österreichischer Staatspreis für Europäische Literatur: W. H. Auden
- P.C.-Hooft-Preis: Anton van Duinkerken
- Peter-Rosegger-Preis: Hannelore Valencak
- Poesiepreis der Stadt Amsterdam: Een klok en profil von K. Schippers
- Premi Sant Jordi de novel·la: El carrer de les Camèlies von Mercè Rodoreda
- Premio Alfaguara de Novela: Pascua y naranjas von Manuel Vicent
- Premio Atenea (Auswahl): La lengua castellana en Chile von Rodolfo Oroz
- Premio Campiello: Questa specie d'amore von Alberto Bevilacqua
- Prêmio Jabuti: Jardim selvagem von Lygia Fagundes Telles
- Prêmio Juca Pato: Caio Prado Júnior
- Prêmio Machado de Assis: Lúcio Cardoso
- Premio Planeta: A tientas y a ciegas von Marta Portal
- Prêmio Saci: Ferreira Gullar
- Premio Strega: Una spirale di nebbia von Michele Prisco
- Premio Viareggio: Alfonso Gatto für La storia delle vittime
- Prix des Deux Magots: Une pyramide sur la mer von Michel Bataille
- Prix Femina: Nature morte devant la fenêtre von Irène Monesi
- Prix Goncourt: Oublier Palerme von Edmonde Charles-Roux
- Prix du Gouverneur général (poésie ou théâtre de langue française) pour la poésie: L’Avalée des avalés von Réjean Ducharme
- Prix Interallié: L’été finit sous les tilleuls von Kléber Haedens
- Prix Médicis: Une saison dans la vie d’Emmanuel von Marie-Claire Blais
- Prix du Meilleur livre étranger: Niembsch ou l’Immobilité von Peter Härtling
- Prix Renaudot: La Bataille de Toulouse von José Cabanis
- Prosapreis der Stadt Amsterdam: Op weg naar het einde von Gerard Reve
- Pulitzer-Preis:
  - Belletristik: The Collected Stories of Katherine Anne Porter von Katherine Anne Porter
  - Biografie: A Thousand Days von Arthur M. Schlesinger
  - Dichtung: Selected Poems von Richard Eberhart
  - Geschichte: The Life of the Mind in America: From the Revolution to the Civil War von Perry Miller (postum)
- Schlegel-Tieck Prize: Dog Years, ins Englische übertragen von Ralph Manheim
- Schweizer Jugendbuchpreis: Alois Carigiet für Zottel, Zick und Zwerg
- Schweizerische Schillerstiftung (Auswahl):
  - Gesamtwerkspreis: Jakob Bührer für sein dichterisches und essayistisches Werk
  - Einzelwerkpreis: Im Sommer des Hasen von Adolf Muschg
- Skylark Award: Frederik Pohl
- Somerset Maugham Award: Michael Frayn für The Tin Men und Julian Mitchell für The White Father
- Søren-Gyldendal-Preis: Peter Vilhelm Glob
- Tanizaki-Jun’ichirō-Preis: Chinmoku von Endō Shūsaku
- Taras-Schewtschenko-Preis (Auswahl): Petro Pantsch
- Theodor-Körner-Preis: Paul Kruntorad
- Topelius-Preis für Jugendliteratur: Nunnu von Oili Tanninen
- Vijverbergprijs: Willem Frederik Hermans für Nooit meer slapen
- Yomiuri-Literaturpreis (Romanliteratur): Ichiro von Niwa Fumio

## Verwandte Preise und Ehrungen
- Bayerischer Kunstförderpreis: Alexander Kluge
- Boekenweekgeschenk: Het zwaard, de zee en het valse hart von Theun de Vries
- Carl-von-Ossietzky-Medaille: Fritz von Unruh
- Conrad-Ferdinand-Meyer-Preis: Hugo Loetscher
- Dimitroff-Preis: Georgi Dschagarow
- Ehrenmedaille der Bundeshauptstadt Wien (Auswahl): Ernst Waldinger
- Ehrenring der Stadt Wien: Heimito von Doderer; Martin Gusinde; Hans Kelsen
- Erasmuspreis: Herbert Read und René Huyghe
- Erich-Weinert-Medaille (Auswahl): Bruno Apitz, Horst Beseler, Günther Rücker
- Förderpreis des Landes Nordrhein-Westfalen für junge Künstlerinnen und Künstler (Auswahl): Klas Ewert Everwyn und Peter Faecke
- Francis Parkman Prize: The Americans: The National Experience von Daniel J. Boorstin
- Friedenspreis des Deutschen Buchhandels: Augustin Bea und Willem Adolf Visser ’t Hooft
- Friedrich-Gundolf-Preis: Victor Lange
- George-Sarton-Medaille: Anneliese Maier
- Goethe-Medaille (Auswahl): Herman Meyer, Ladislao Mittner
- Goetheplakette der Stadt Frankfurt am Main (Auswahl): Marie Luise Kaschnitz
- Ida-Somazzi-Preis: Alice Meyer für Anpassung oder Widerstand. Die Schweiz zur Zeit des deutschen Nationalsozialismus
- Johann-Heinrich-Merck-Ehrung: Paul Appel
- Johann-Heinrich-Voß-Preis für Übersetzung: Philippe Jaccottet und Eva Rechel-Mertens
- Johannes-R.-Becher-Medaille:
  - … in Gold: Herbert Sandberg
  - … in Silber: Walter Dietze; Christa Johannsen; Herbert Nachbar
- John-Brinckman-Preis: Hans-Joachim Gernentz
- Joseph-E.-Drexel-Preis (Auswahl): Klaus Harpprecht
- Kardinal-Innitzer-Preis (Auswahl): Alfred Doppler
- Kate Greenaway Medal: Mother Goose Treasury von Raymond Briggs
- Konrad-Duden-Preis (Auswahl): Gerhard Storz
- Kultureller Ehrenpreis der Landeshauptstadt München: Emil Preetorius
- Kulturpreis der Stadt Winterthur: Arnold Kübler
- Kunstpreis des FDGB (Auswahl): Günter Görlich, Joachim Knappe, Inge Lammel, Inge von Wangenheim
- Kunstpreis der Stadt Innsbruck (Auswahl):
  - Erzählende Dichtung: Hugo Bonatti
  - Dramatische Dichtung: Helmut Schinagl
- Kunstpreis des Saarlandes: Ludwig Harig
- Kurt-Magnus-Preis: Uwe Schultz
- Martin-Andersen-Nexö-Kunstpreis (Auswahl): Herbert Friedrich
- Molson Prize (Auswahl): Hugh MacLennan
- Nationalpreis der DDR III. Klasse für Kunst und Literatur (Auswahl): Benno Pludra
- Nationalpreis für Wissenschaften und Künste (Lingüística y Literatura): Jaime Torres Bodet
- Nordgau-Kulturpreis der Stadt Amberg für Dichtung: Franz Liebl
- Oberrheinischer Kulturpreis (Auswahl): Georg Thürer
- Österreichisches Ehrenzeichen für Wissenschaft und Kunst: Ludwig von Ficker
- Person mit besonderen kulturellen Verdiensten (Japan; Auswahl): Ibuse Masuji
- Preis der Stadt Nürnberg: Hans Magnus Enzensberger
- Preis der Stadt Wien für Publizistik: Friedrich Torberg
- Ralph-Waldo-Emerson-Preis: The Career of Philosophy: From the German Enlightenment to the Age of Darwin von John Herman Randall, Jr.
- Ritterorden Polonia Restituta: Lesław Bartelski (erhielt später auch höhere Stufen dieses Ordens)
- Rothschild-Preis (Auswahl): Shmuel Sambursky
- Scheffelpreis (Auswahl): Michael Bauer
- Schwabinger Kunstpreis (Ehrenpreis): Wolf Peter Schnetz
- Sigmund-Freud-Preis für wissenschaftliche Prosa: Emil Staiger
- Theodor-Heuss-Preis (Auswahl): Marion Gräfin Dönhoff
- Tony Award/Bestes Theaterstück: Marat/Sade von Peter Weiss
- Tony Award/Bester Hauptdarsteller: Hal Holbrook mit Mark Twain Tonight!